# Kanton Lamarche
Lamarche is een voormalig kanton van het departement Vosges in Frankrijk. Het kanton maakte deel uit van het arrondissement Neufchâteau tot het op 22 maart 2015 werd opgeheven en de gemeenten werden opgenomen in het kanton Darney.

## Gemeenten
Het kanton Lamarche omvatte de volgende gemeenten:
- Ainvelle
- Blevaincourt
- Châtillon-sur-Saône
- Damblain
- Fouchécourt
- Frain
- Grignoncourt
- Isches
- Lamarche (hoofdplaats)
- Lironcourt
- Marey
- Martigny-les-Bains
- Mont-lès-Lamarche
- Morizécourt
- Robécourt
- Rocourt
- Romain-aux-Bois
- Rozières-sur-Mouzon
- Saint-Julien
- Senaide
- Serécourt
- Serocourt
- Les Thons
- Tignécourt
- Tollaincourt
- Villotte